# Afrikansk buffel
Afrikansk buffel eller Kafferbuffel (Syncerus caffer) är ett partåigt hovdjur som förekommer över stora delar av Afrika.

## Systematik
Den afrikanska buffeln är ett oxdjur som ensam placeras i släktet Syncerus. Arten beskrevs vetenskapligt av Anders Sparrman 1779.
Arten delas idag upp i de två underarterna Syncerus caffer nana och Syncerus caffer caffer. Dessa båda taxon har tidigare behandlats som olika arter. Dessutom delar vissa auktoriteter upp arten i ytterligare en underart Syncerus caffer brachyceros, men dess taxonomiska ställning är omdiskuterad. Ytterligare ett 30-tal underarter som inte är godkända finns beskrivna.

## Utseende
Afrikansk buffel når en kroppslängd mellan 170 och 340 cm, en mankhöjd mellan 100 och 170 cm samt en svanslängd av 70 till 110 cm. Vikten varierar mellan 300 och 900 kg, honor är allmänt mindre än hannar. Det finns stora skillnader mellan de olika underarterna angående storlek och andra kännetecken. Underarten S. c. caffer som förekommer på savannen i östra Afrika är nästan dubbelt så stor som underarten S. c. nana som lever i centralafrikanska regnskogar.
Ungdjur har en tät päls men hårbeklädnaden blir mindre under djurets liv och gamla individer är nästan nakna. Färgen hos S. c. caffer är oftast svart till mörkbrun och hos S. c. nana brun till rödaktig. Här finns olika brunaktiga variationer mellan individerna.
Stora horn finns hos bägge kön och de når hos hannar som lever i savannen en längd upp till 160 cm. Däremot är hornen av underarten S. c. nana bara 40 cm långa. Öronens ansats ligger under hornen. Hannar har dessutom en hård "sköld" som sammanlänkar de bägge hornen. Hornen av underarten S. c. caffer är betydligt större än hos den andra underarten.

## Utbredning
Underarten S. c. caffer finns uteslutande söder om Sahara. En närbesläktad art, Pelorovis antiquus (eller Syncerus antiquus), levde även norr om Sahara men dog ut för länge sen. Den afrikanska buffeln förekommer i många olika habitat, till exempel i tät regnskog och i den öppna savannen. Djuret saknas bara i äkta öknar. I bergsregioner finns arten upp till 4 000 meter över havet. Störst är populationen i områden med blöta savanner, med bra tillgång till vatten, föda (gräs) och gömställen (buskar).

## Ekologi
Afrikanska bufflar lever i hjordar som i flera år stannar inom samma revir och som vandrar genom territoriet på fastlagda sträckor. Individerna vandrar vanligen 18 timmar per dag med en genomsnittlig hastighet på 5,4 km/h. I undantagsfall uppnår de upp till 57 km/h. Förutom gräs äter de även några blad. Hjorden består huvudsakligen av honor med deras ungar men under parningstiden ansluter sig även hannarna. Dessutom förekommer hjordar av unga hannar. Hjordar av underarten S. c. caffer består av 50 till 500 individer. Sällan samlar sig några hjordar till grupper med upp till 3 000 individer. S. c. nana lever i betydlig mindre grupper av 8 till 20 djur. Under parningstiden förekommer strider mellan hannarna för att fastställa en hierarki. Det sker bara när dominansen inte kan avgöras per en gång, till exempel när två tjurar har samma kroppsbyggnad. Under striden sätter tjurarna sina horn mot varandra och vrider huvudet från sida till sida. Striden varar i genomsnitt 10 sekunder och samma procedur upprepas oftast sju gånger.
Efter dräktigheten, som varar i cirka 340 dagar, föder honan en kalv. Ungdjur av hankön stannar ungefär två år i hjorden. Unga honor tillhör vanligtvis hela livet samma hjord där de blev födda. Efter fyra till fem år blir ungdjuren könsmogna. Afrikansk buffel lever i cirka 15 till 25 år och i djurparker upp till 30 år.

## Fiender och parasiter

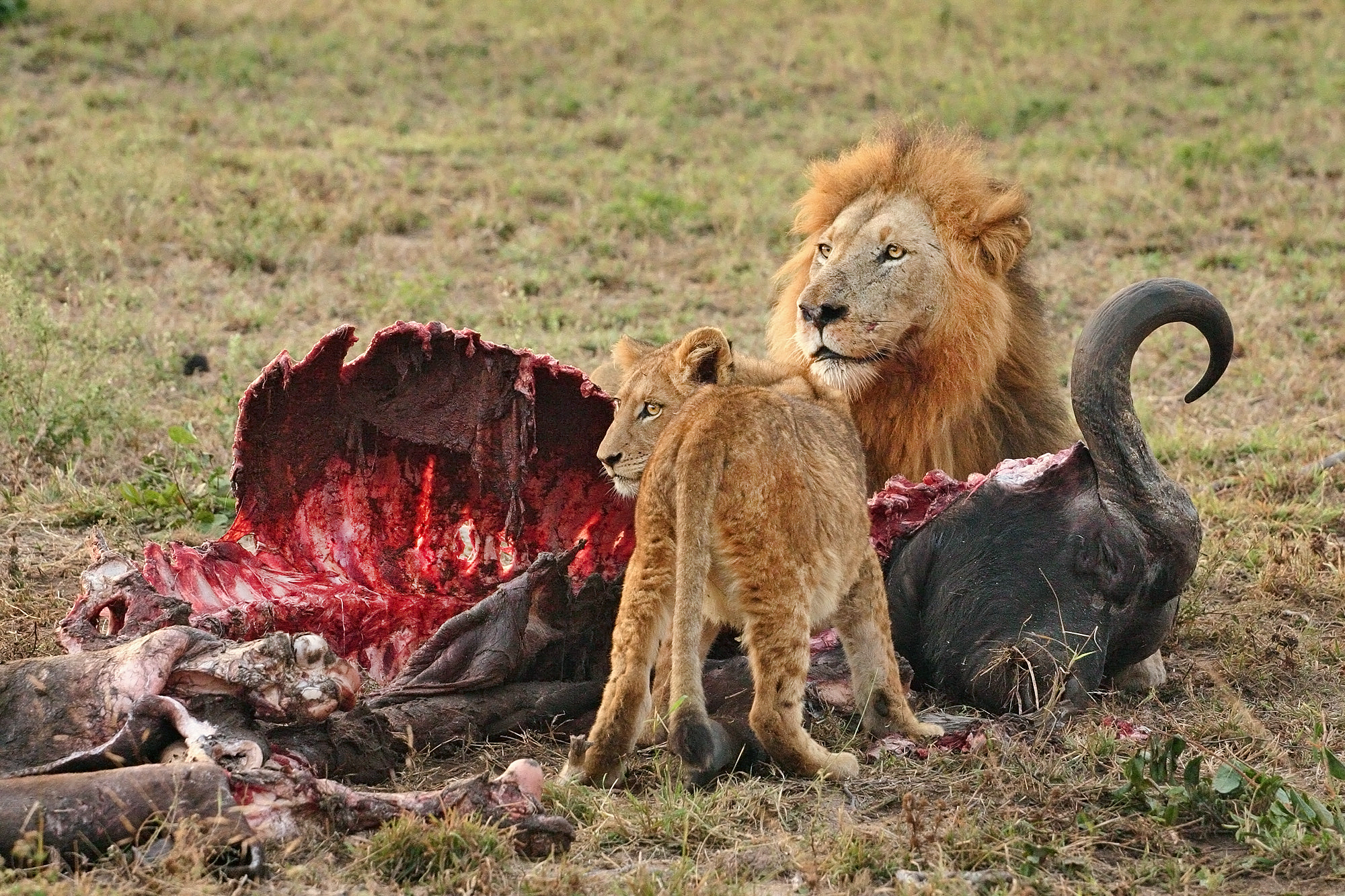
Lejon som äter en afrikansk buffel

Bredvid människan har afrikanska bufflar nästan inga fiender. Lejon, fläckiga hyenor, geparder och leoparder försöker ibland döda ett ungdjur eller sjuka individer. Friska bufflar är bra på att försvara sig och angriparen tvingas oftast till flykten. I sällsynta fall blir lejon till och med dödade av buffeln. Ibland faller enskilda vuxna bufflar offer för lejon eller blir byte för krokodiler när de korsar en flod.
En större plåga för buffeln är parasiter som fästingar som sitter på buffelns hud. Därför förekommer ofta fåglar av släktet oxhackare på buffelns rygg, som livnär sig av dessa. Troligtvis uppfattas även fåglarna som parasiter men buffeln driver inte iväg dem lika ihärdigt som andra hovdjur. En annan fågel som ofta syns i buffelns närhet är kohäger som väntar på dessa insekter som oxdjuret rör upp.

## Afrikansk buffel och människan

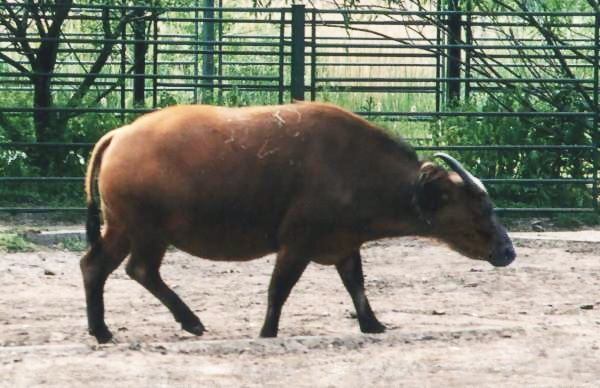
Syncerus caffer nana

Den afrikanska buffeln, som tillhör de "The big five”, är ansedd som ett farligt vilt djur och dödar varje år många människor. Det är oftast sårade djur eller ensamma tjurar som går till angrepp. Djurskådare som idag reser till Afrika kan komma ganska nära en hjord av afrikanska bufflar utan större fara så länge man färdas i bil.
Det är mest jägare som blir dödade eftersom bufflarna känner sig hotade.[källa behövs]
Jakten minskade beståndet i flera länder och i några regioner blev arten helt utrotad. Till exempel räknades arten i Sydafrika som utdöd men har under senare år åter införts i landets nationalparker. Där hålls buffeln också i många privata reservat. I östra Afrika har beståndet ökat betydligt. År 1989 fanns i Serengeti 67 500 bufflar. Hela det afrikanska beståndet kategoriseras idag som Nära hotat av IUCN.